# Ras Dashen
Ras Dashen (alternativt Ras Dejen eller Ras Dashan; ge'ez: ራስ ደጀን, rās dejen) är det högsta berget i Etiopien. Berget är 4 550 meter högt och är en del av Simenbergens nationalpark. Ras Dashen ligger i det etiopiska höglandet nordöst om Tanasjön.
Ras Dashen bestegs första gången 1841 av de franska officerarna Ferret och Galinier. Detta var den första bevisade bestigningen eftersom inga kontrollerbara bevis finns på att lokalbefolkningen bestigit berget. Det skulle dock kunna ha bestigits innan detta, med tanke på att klimatet och förhållandena på toppen är relativt gästvänliga samt att det i närheten finns herdebosättningar.

## Höjden
Den vanligen angivna höjden på berget är 4 620 meter, men detta stämmer inte med de moderna mätningarna som gjorts med SRTM. En kartläggande undersökning av Etiopien som gjordes under 1960- och 1970-talet visade en höjd på 4 533 meter. Höjden 4 550 meter kommer från ett offentliggörande från 2005 av den etiopiska kartläggningsmyndigheten som stöds med ett fel på cirka en meter av en DGPS-mätning 2007 av en fransk-italiensk undersökning.

## Stavning
Även om transkription enligt det system som skapats av Ethiopian Mapping Authority (tidigare Agency) ger namnet stavningen "Ras Dejen", vilket därför kan anses vara mer korrekt, är stavningen "Ras Dashen" mycket mer utbredd än "Ras Dejen".